# حركة أنصار إيران
حركة أنصار إيران (بالفارسية: حرکت انصار ایران) هي منظمة إيرانية سنية نشطت في الفترة 2012-2013م في سيستان وبلوتشستان ، وتصنفها الحكومة الإيرانية كمنظمة إرهابية هي وحليفها جيش العدل. قاد الحركة في بداية الأمر محمد شافي الذي قتل في باكستان. وبعد وفاته، تولى زعامتها هشام عزيزي الملقب أصبح أبو حفص البلوشي.
في عام 2013 م أندمجت حركة أنصار إيران مع حزب الفرقان وشكلت ما يعرف باسم أنصار الفرقان .